# Pueblo Nuevo (Rocha)
Pueblo Nuevo ist eine Ortschaft im Südosten Uruguays.

## Geographie
Sie befindet sich auf dem Gebiet des Departamento Rocha in dessen Sektor 10 nahe der Atlantikküste. Südwestlich ist San Antonio gelegen. In östlicher Richtung finden sich Oceania del Polonio und Cabo Polonio.

## Einwohner
Pueblo Nuevo hatte bei der Volkszählung im Jahr 2011 zehn Einwohner, davon vier männliche und sechs weibliche. Für die vorhergehenden Volkszählungen der Jahre 1963, 1975, 1985, 1996 und 2004 sind beim Instituto Nacional de Estadística de Uruguay keine Daten erfasst worden.
| Jahr | Einwohner |
| ---- | --------- |
| 1996 | -         |
| 2004 | -         |
| 2011 | 10        |

Quelle: Instituto Nacional de Estadística de Uruguay